# Atwood (Kansas)
Atwood es una ciudad ubicada en el condado de Rawlins en el estado estadounidense de Kansas. En el año 2010 tenía una población de 1194 habitantes y una densidad poblacional de 411,72 personas por km².

## Geografía
Atwood se encuentra ubicada en las coordenadas 39°48′32″N 101°2′29″O / 39.80889, -101.04139 (39.808971, -101.041370).

## Demografía
Según la Oficina del Censo en 2000 los ingresos medios por hogar en la localidad eran de $30,221 y los ingresos medios por familia eran $39,375. Los hombres tenían unos ingresos medios de $27,768 frente a los $19,063 para las mujeres. La renta per cápita para la localidad era de $16,161. Alrededor del 10.7% de la población estaban por debajo del umbral de pobreza.